# Église Saint-Jean-Baptiste de Pourlans
L'église Saint-Jean-Baptiste de Pourlans est une église située sur le territoire de la commune de Pourlans, dans le département français de Saône-et-Loire en région Bourgogne-Franche-Comté.

## Historique
L'église remonte à l’époque gothique. Le chœur et le clocher datent en effet du XIVe siècle, même si l’édifice n’est attesté qu’en 1540. 
Acquise par les Jésuites de Dijon en 1692, elle fait l’objet de travaux entre 1771 et 1774, lesquels se poursuivront au siècle suivant, d'abord en 1835 sous la direction de l’architecte chalonnais Zolla fils puis en 1866 sous celle de l’architecte Girard fils et, enfin, en 1896.

## Description
Le chœur subsistant de l'époque gothique comporte deux travées séparées par des arcades en berceau brisé, formées de blocs de grès d'un belle couleur ocre clair. Chaque travée est couverte de voûtes sur croisées d'ogives qui reposent sur des colonnettes engagées à base polygonale.
Le chœur est fermé par un chevet plat refait au XVIIIe siècle.

## Mobilier
En haut de la nef (à gauche) est visible un Christ guérissant la fille de Jaïre peint par Camille Bouchet (le Christ tend la main à l’infirme que soutient sa mère, tandis que le vieillard à terre le supplie). Trois autres tableaux du même artiste décorent la nef : un Saint-Jean l’Évangéliste (signé et daté 1862), un Saint-Sébastien et une Vierge à l'Enfant (signée et datée 1849). En 2021, ces quatre œuvres de l'artiste attaché à Pourlans ont été examinées, ce qui a conduit la Commission régionale du patrimoine et de l’architecture à les protéger au titre des Monuments historiques.

## Culte
Édifice consacré du diocèse d'Autun relevant de la paroisse Notre-Dame de Bresse-Finage (siège à Pierre-de-Bresse) – qui en est affectataire au titre de la loi de 1905 –, l'église de Pourlans est, plusieurs siècles après sa construction, un lieu de culte catholique.